# André Beniest
André Beniest (Elsene, 4 november 1950) , beter bekend onder zijn pseudoniem Benn, is een Belgische striptekenaar. Hij is de bedenker en tekenaar van onder meer Mick Mac Adam en Woogee.

## Pseudoniem
Benn kreeg al vroeg in zijn carrière het advies een kortere, commercieel klinkende naam te gebruiken in plaats van zijn eigen achternaam. De keus viel op Ben omdat hij als kleine jongen vaak als 'Ben' werd aangesproken. Helaas gebruikte Albert Desprechins, scenarist van onder andere het derde Baard en Kale-album, al het pseudoniem 'Ben'; daarop koos Beniest voor een extra 'n' en het werd Benn.

## Vroege carrière
In 1969, op zijn negentiende, tekende Benn enkele gags van de eskimo Petit Beurre in Junior/Ons Volkske, terwijl hij lessen volgde aan de Academie voor Schone Kunsten in Brussel.
In 1970 tekende Benn een micro-verhaaltje over De familie Tiktak voor het weekblad Robbedoes. Ook werkte hij in de periode aan tien gags voor Sam en Sim, over een jongen en zijn pratende dolfijn, die wederom geplaatst werden in Junior/Ons Volkske. Uiteindelijk zou hij bijna 170 gags voor deze reeks tekenen.

## Studio Peyo
Aan het einde van 1971 werkte Benn mee aan de verhalen van de Smurfen door zijn dienstverband bij Studio Peyo. Marc Wasterlain hielp hem in deze periode met een aantal scenario's voor Sam en Sim, terwijl François Walthéry Benn hielp zijn grafische stijl te verbeteren.
Na anderhalf jaar vond Benn het tijd voor iets anders omdat hij graag zijn eigen striphelden wilde hebben..
In 1972 werkte Benn aan een kortverhaal getiteld De geest van Geronimo, een realistisch verhaal op scenario van Michel Deligne voor het magazine Curiosity. Het realistische verhaal en het scenario lagen Benn helemaal niet en hij verscheurde zijn getekende negen pagina's voordat het verhaal gepubliceerd kon worden. Deligne probeerde dit tevergeefs te voorkomen door Maurice Tillieux in te schakelen, die zijn goedkeuring over Benns werk uitsprak. Om Deligne te helpen heeft Benn hem nog een verhaal van Yves Boréal, In het oog van de sneeuwstorm aan de hand gedaan, zodat het nummer van Curiosity gewoon kon verschijnen Later, in nummer 3 in 1973, verscheen in hetzelfde magazine een gagstrip over een soldaat van Napoleon getiteld Grognon Grognard, die pas in het album Mick Mac Adam - De amazone der duisternis in 2007 in het Nederlands werd uitgegeven.
Ook in 1972 sprong Benn bij om Tibet te helpen toen Christian Denayer, die de decors tekende voor Rik Ringers, vertrok. Hij werkte samen met Tibet het album Grafschrift voor Rik Ringers af.
In deze periode deed Benn veel aan publicitaire opdrachten in verschillende tekenstijlen met bijvoorbeeld illustraties voor weekbladen als Libelle, Télé-Moustique, Stars et Cinéma en Play Tennis..

## Eigen helden
Benn bedacht een strip over de matroos Tom Applepie, die hij samen met scenarist Vicq uitwerkte tot een reeks gesitueerd in Engeland met verhalen rond piraten en schepen en die gepubliceerd werd door het stripweekblad Kuifje. Bij Kuifje leerde Benn Stephen Desberg kennen, waarmee hij het idee over een Schotse speurder die esoterische en mysterieuze misdaden oploste, uitwerkte tot Mick Mac Adam Vanaf 1978 verschenen de avonturen van deze held in het stripweekblad Robbedoes.
Midden jaren tachtig van de 20e eeuw bedacht Benn een verhaal rondom een buikspreker en zijn handpop.. Deze zou de titel Elmer en ik krijgen. Hij maakte ook een literaire one-shot van het boek Monsieur Cauchemar van Pierre Siniac. Uitgeverij Glénat publiceerde deze laatste in 1986 en gaf in 1988 en 1989 Elmer en ik in twee delen uit. De Nederlandse vertaling kwam in 2016 en 2017, uitgegeven door Arcadia.
In 1992 startte Benn zijn stripreeks Woogee bij uitgeverij Dargaud.. Bij deze uitgever publiceerde hij ook De nieuwe avonturen van Mick Mac Adam, ditmaal op scenario van Luc Brunschwig.